# Taastrup
Taastrup (ou Tåstrup) (pronúncia dinamarquesa: [ˈtsʰɒstʁɔp])  é uma cidade dinamarquesa e subúrbio de Copenhague. Está localizada a 18 quilômetros a oeste de do centro da cidade capital. 

A cidade forma uma área urbana gêmea com o subúrbio vizinho Høje Taastrup, Taastrup crescendo desde 1859 e Høje Taasterup crescendo a oeste da cidade, desde a década de 1970. O desenvolvimento da cidade/subúrbio engoliu as aldeias de Taastrup Valby, Høje Taastrup, Kragehave e Klovtofte, embora Høje Taastrup ainda tenha um carácter de aldeia preservado em torno da Igreja Høje Taastrup . A cidade é a sede administrativa do Município de Høje-Taastrup, Região Hovedstaden ; a sede foi colocada primeiro em Taastrup e depois mudou-se para Høje-Taastrup no início da década de 1980. Em 2023, uma nova Câmara Municipal foi inaugurada em 14 de fevereiro.
A cidade está a aproximar-se da cidade de Hedehusene, ambas as cidades desenvolvendo-se uma em direção à outra, e ambas situadas no município. A população em 1 de janeiro de 2023 era de 37.231 (excluindo Hedehusene). É a vigésima maior cidade da Dinamarca.

## Geografia
A cidade se situa quase na metade do caminho entre Copenhaga e Roskilde, próximo ao subúrbio Copenhaguês de Albertslund, a cidade de Hedehusene e as vilas de Ishøj, Sangeløse e Vridsløsemagle.

## Filhos ilustres
- Lene Rachel Andersen (nascida em 1968) uma escritora, economista e filósofa nativa da cidade.
- Artillery (formada em 1982) uma banda musical de thrash metal, formada na cidade.
- Kristina Kristiansen (nascida em 1989) uma jogadora dinamarquesa de handebol pelo Nykøbing Falster e o time nacional dinamarquês.
- Jesper Lindstrøm (nascido em 2000) um futebolista dinamarquês nativo da cidade.

## Geminações
- Oldemburgo, Alemanha
- Spotorno, Itália